# Minas (departamento de Neuquén)
Minas é um departamento da Argentina, localizado na província de Neuquén.